# ريوكو سيكيجوتشي
ريوكو سيكيجوتشي (باليابانية: 関口涼子) (21 ديسمبر 1970، طوكيو في اليابان)؛ كاتِبة، مترجمة وشاعرة يابانية.